# Franck Tortiller
 (mars 2024).
Franck Tortiller (né en 1963) est un vibraphoniste et compositeur de jazz français. Il fut directeur de l'Orchestre national de jazz de 2005 à 2008.

## Biographie
Fils de musicien amateur, le jeune Franck commence la batterie en famille dans sa terre natale, la Bourgogne, en jouant principalement dans les bals. Il décide ensuite d'étudier la percussion classique, à Dijon puis à Paris, tout en pratiquant les musiques populaires et improvisées. Il obtient un premier prix de percussion à l'unanimité et un premier prix d'analyse musicale au Conservatoire national supérieur de musique de Paris, puis un premier prix d'orchestre et un premier prix de soliste au Concours national de jazz de la Défense en 1989.
Parallèlement à ses projets personnels (trio Ivresses, quartet Purple & High, en solo), Franck Tortiller enchaîne les collaborations régulières (Vienna Art Orchestra), et les participations plus ponctuelles (Orchestre Pasdeloup, Basel Sinfonietta, Orchestre symphonique de Ulm, Mike Mainieri, Dave Samuels, Sanseverino, Arthur H, Juliette Gréco, Enzo Enzo).
Consacrant également une partie de son travail à l'écriture, il a signé des compositions et commandes (Radio France, Jazz sous les pommiers, Scène Nationale Le Creusot…).
Franck Tortiller est le fondateur du festival Jazz à Couches en 1986 ; il est membre du Vienna Art Orchestra de 1993 à 2000, directeur artistique de l’Orchestre national de jazz de 2005 à 2008, directeur artistique de l’Orchestre Franck Tortiller (créé en 2001).
En 2008, il est nommé directeur du département jazz au conservatoire de musique de la Vallée de Chevreuse à Orsay, tout en étant enseignant à l’école de musique de Massy.
Fin 2009, il fonde l'Orchestre des jeunes jazzmen de Bourgogne (OJBB), big band de dix-huit jeunes musiciens de la France entière en formation diplômante.
Il a sorti plusieurs enregistrements sur son propre label (Label MCO). Plus récemment un enregistrement avec le  Quatuor Debussy, et en 2023 un CD et vinyle avec la saxophoniste allemande Alexandra Lehmler (de).
Il vit à Saint-Rémy-lès-Chevreuse.

## À la Philharmonie de Paris
Le 20 février 2016, le trio Tortiller interprète des airs de Porgy and Bess de George Gershwin à la Philharmonie de Paris avec les orchestres Pasdeloup et Orcpaca sous la direction de Wolfgang Doerner[source secondaire souhaitée].

## Discographie
- 1995 : Les jours de fête, Hommage à Jacques Tati, CC Productions
- 1997 : Vitis Vinifera, Label Hopi
- 2000 : Franck Tortiller, Altrisuoni
- 2002 : Early Down, Franck Tortiller Trio, Altrisuoni
- 2006 : Trio Impertinance (avec Michel Godard (tuba) et Patrice Héral (d))), CamJazz
- 2009 : Sentimental 3/4, A CAM Production
- 2010 : Ivresses (avec Michel Godard et Patrice Héral), Enja
- 2012 : Janis the pearl, Label MCO[3]
- 2013 : "la leçon des jours" solo, label MCO
- 2014 : "singing fellow" duo François Corneloup Franck Tortiller , Label MCO
- 2015 : "Raspsody in Paris" orchestra Pasdeloup Franck Tortiller , label MCO
- 2018 : Collectiv orchestre Franck Tortiller, Label MCO[4]
- 2023 : "Aerial", Duo Alexandra Lehmler  & Franck Tortiller
- 2024 : Cépage(s) Quatuor Debussy & Franck Tortiller[5]

Avec le Vienna Art Orchestra :
- 1994 : Vienna Art Orchestra, The Original Charts of Duke Ellington & Charles Mingus, Verve Records
- 1997 : Vienna Art Orchestra 20th Anniversary (triple album), Verve-Amadeo
- 1998 : American Rhapsody, A Tribute to George Gershwin, BMG Entertainment
- 2000 : Artistry in Rhythm, TCB

Avec l'Orchestre national de jazz :
- 2006 : Close To Heaven - A Tribute to Led Zeppelin, Le Chant du Monde[6]
- 2007 : Électrique, Le Chant du Monde
- 2009 : Sentimental 3/4 (ex-membres de l'ONJ 2007), CamJazz

Autres collaborations :
- Christian Muthspiel :

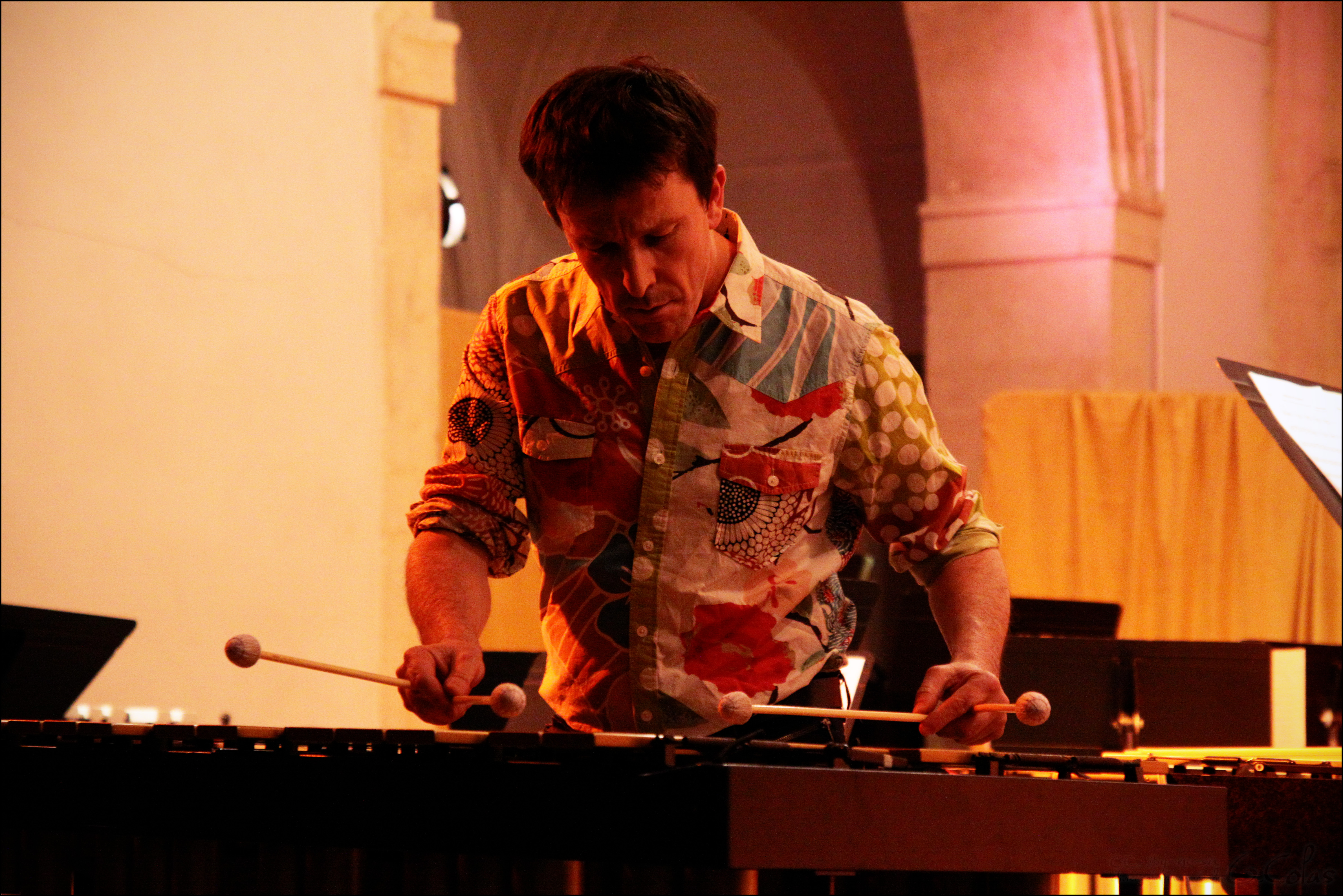
Franck Tortiller en récital à Beaune, février 2011.

  - 2006 : Against The Wind, Universal Records
  - 2009 : Dancing Dowland, Universal Records
  - 2010 : May, Material Records

- Alexandra Lehmler
  - 2017 : Sans mots
  - 2020 : Studiokonzert (live, vinyl)

- Michel Godard:
  - 2005 : Cousins germains, CamJazz
  - 2008 : Archangelica, Cam Jazz
- Jean-Marc Padovani :
  - 1992 : Mingus Cuernavaca, Label Bleu
  - 1994 : Nocturne, Label Bleu
  - 2003 : Out, Tribute To Eric Dolphy, Label Deux Z / Nocturne
- Simon Spang-Hansen Quartet : Noctiflores, Altrisuoni (2005)
- Bertrand Renaudin Zoomtop Orchestra : Ten Years, CC Production (1999)
- Philippe Laccarrière Percussive Compagnie :
  - Au sud du nord, CC Production (1996)
  - Ces rencontres-là, autoproduit (2003)
- Claudio Pontiggia : Espoir, Altrisuoni (1999)
- Claude Barthélemy : Sereine, Label Bleu (2001)
- Frédéric Monino : Around Jaco, Le Chant du Monde (2006)
- Senem Diyici Sextet : Takalar, La Lichère (2001)
- Dominique Fillon : Détours, Le Chant du Monde (2007)
- Sanseverino : Les Sénégalaises, Sony Music (2004)
- Paris Musette (vol 3) : Vent d’automne La Lichère (2003)